# Death Doom
Death Doom, gelegentlich auch Doom Death oder Slow Death genannt ist ein Musiksubgenre, welches in der zweiten Hälfte der 1980er Jahre durch eine wechselseitige Beeinflussung der Genres Death Metal und Doom Metal entstanden ist. Die Initiatoren des Genres wurzelten hauptsächlich im Death-Metal-Umfeld.

## Musikalische Einordnung
Ende der 1980er Jahre spielten die ersten Bands im Tempo reduzierten Death Metal und vermengten Death und Doom Metal zu einem eigenständigen Musikstil.

„Heraus kam ein Sound, der geprägt ist von der für den Doom so typischen Langsamkeit in Verbindung mit minimalistischen, aber weitaus böseren Riffs als zuvor sowie hasserfüllten Death Metal-Grunts [sic!].“

Spätere Interpreten fügten dem Stil weitere Bestandteile hinzu, welche mitunter für nachkommende Musikstile prägend sein sollten. Winter erhöhten so 1990 auf Into Darkness die Verzerrung der Gitarren und reduzierten die Akkorde. Mit der Zeit verbanden international verschiedene Bands „langsame, düstere, melancholische Passagen mit rasantem Geprügel und tiefen Growls“ zu einem einheitlichen Musikstil, der als Death Doom bekannt wurde. Als besonders hervorstechende Gemeinsamkeit des Genres gilt derweil der gutturale Gesang.

## Geschichte

### Pioniere
Als erste Band veröffentlichten die aus Pittsburgh in Pennsylvania stammenden Dream Death mit Journey into Mystery 1987 eine Mischung aus Doom und Death Metal. Trotz des Ausnahmestatus der Band und der Veröffentlichung blieb der Erfolg für Dream Death aus. Die Band konnte zwar gute Kritiken verbuchen, jedoch weder in der Death-Metal- noch in der Doom-Metal-Szene Fuß fassen, weshalb es bei der Veröffentlichung des einen Albums blieb. Das Album gilt jedoch mittlerweile als Klassiker in den Bereichen Doom und Death Metal.
Ein Jahr später veröffentlichten Goatlord aus Las Vegas mit ihrem zweiten Demoband Sodomize the Goat ein Werk, das in Tape-Trading-Kreisen enorme Beliebtheit erlangte und als zweite Veröffentlichung des Genres gilt. Die Texte der Band standen dem Death Metal nahe und bauten auf Gore-Elementen auf. Die Band erhielt ursprünglich eher schlechte Kritiken und fand seinerzeit ebenfalls kein eigenes Publikum. Der nachkommende Status des Demos als Klassiker des Death Doom entwickelte sich erst über Jahre hinweg.
Als weitere frühe Veröffentlichung im Genre werden Lost Paradise, das Debütalbum der britischen Paradise Lost aus dem Jahr 1990 angeführt sowie das Frühwerk der Band Asphyx.

### Entwicklung und Einfluss

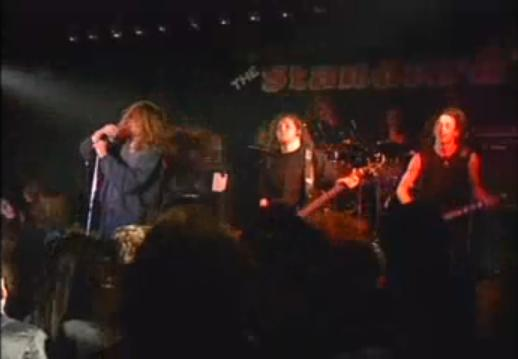
Paradise Lost 1991 Live.

In den frühen 1990er Jahren entstanden international weitere Bands des Genres und im britischen und niederländischen Underground separate Death-Doom-Musikszenen. Aus dieser Entwicklung des Death Doom entstanden bis zur Mitte der 1990er Jahre Gothic Metal und Funeral Doom. Die Hochphase des Death Doom gilt seit den frühen 1990er Jahren als abgeschlossen. Nachdem sich die an der britischen Szene orientierten Bands in der ersten Hälfte der 1990er Jahre erst weiter in den Gothic Metal vertieft hatten und darauf folgend die Death-Doom-Elemente abgebaut hatten, blieb eine weitere populäre Hochphase des Genres vorerst aus. Dennoch verbreitete sich der Stil international. So orientierten sich die niederländischen Asphyx 1989 mit der EP Mutilating Process und 1991 mit dem Debütalbum The Rack eher an den Pionieren und spielten  einen rohen Death Doom.
Bands wie die deutsche Band The Fog, die Schweizer Gruppe Excruciation, die finnischen Bands Convocation und Obscurant, die färöische Band Hamferð, die schottische Gruppe Of Spire & Throne, die deutsche Formation Torchure, die mexikanische Band Dark Sadness oder die japanische Band Corrupted traten über die Jahre seit der Initialzündung des Genres weltweit in Erscheinung. Neue und alte Bands sind seither im Genre aktiv und setzen bisweilen neue Impulse.

#### Gothic Metal
Zwischen 1990 und 1993 veröffentlichten Paradise Lost 1991 mit Gothic, My Dying Bride im gleichen Jahr mit Symphonaire Infernus Et Spera Empyrium und folgend mit As the Flower Withers und Turn Loose the Swans sowie Anathema 1993 mit Serenades jene Alben, welche sie als die Peaceville Three bekannt machen sollte und welche durch den Einfluss aus Dark Wave und Gothic Rock zugleich den Grundstein für den später aufkeimenden Gothic Metal legten.

„Der Erfolg dieser Bands ist es wohl auch, der dafür verantwortlich ist, dass das Gros der nicht mit der Doomszene vertrauten Metalfans mit dem Begriff Doom in erster Linie den typischen Peaceville-Death-Doom assoziiert.“

Zeitnah etablierten sich einige den Peaceville Three ähnliche neue Band, sowie solche Interpreten, welche ihren Stil in eine entsprechende Richtung veränderten, wie Cathedral, Katatonia oder Amorphis. Auch in der niederländischen Death-Szene schlug sich die Entwicklung nieder. So wurde auch das Debütalbum der Band The Gathering Always… 1992 mit den frühen Paradise Lost verglichen, während das 1993er Debüt von Celestial Season Forever Scarlet Passion mit My Dying Bride und das 1995er Debüt von Orphanage Oblivion sowohl mit Paradise Lost als auch mit My Dying Bride verglichen wurde.

#### Funeral Doom
Neben dem Gothic Metal prägten die Amerikaner Winter 1990 mit Into Darkness, die Finnen Thergothon 1991 mit ihrem in Tape-Trading-Kreisen beliebten Demoband Fhtagn nagh Yog-Sothoth und die Australier DiSEMBOWELMENT mit ihrer EP Dusk den Funeral Doom. Insbesondere die Reduzierung des Rhythmus und die durch Thergothon und DiSEMBOWELMENT eingebrachten symphonischen und orchestralen Elemente begünstigten diese Weiterentwicklung des Death Doom zum Funeral Doom. Winter, Thergothon und DiSEMBOWELMENT prägten mit ihrem Stil nachkommende Funeral-Doom-Bands wie Skepticism und Esoteric, die oft mit Keyboard-Klangteppichen und in den Hintergrund gemischtem hallendem Gesang agierten.

#### Melodic Death Doom
Einige fennoskandinavische Bands wie Saturnus, Red Moon Architect, Swallow the Sun, Kuolemanlaakso, Lucidity, Vuolla und Daylight Dies bauen erfolgreich auf der von Amorphis 1994 mit Tales from the Thousand Lakes gesetzten Mischung aus Melodic Death Metal und Death Doom auf. In dieser populären Spielform konnten einige Interpreten nationale Charts erreichen.

#### Atmospheric Doom
Dem Gothic Metal oft zugerechnet wird der Atmospheric Doom als Mikro-Subgenre das das Gitarrenspiel des Melodic Death Doom und Gothic Metal mit den ätherischen und sakralen Klanglandschaften der Neoklassik verknüpft. Als Wegweisend für diese Spielform erwiesen sich The 3rd and the Mortal.
Die Musik ist geprägt von klaren oft ätherisch oder sakral anmutendem Gesang und ausladende ätherische, mittelalterlich oder folkloristisch anmutende Klangflächen. Diesen ätherischen Elementen gegenüberstehend wird ein dem Gothic Metal und Funeral Doom entlehntes Gitarrenspiel genutzt.

#### Weitere Misch- und Spielformen

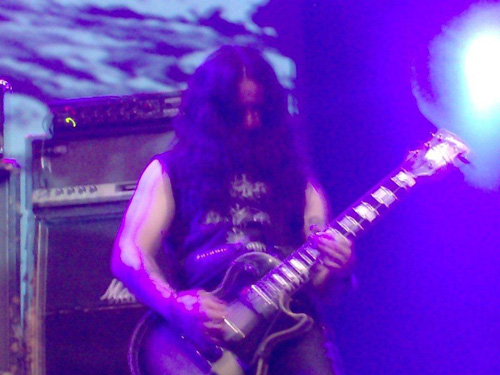
Stephen O’Malley 2010 bei einem Auftritt mit Thorr’s Hammer.

Neben Winter entstand in den Vereinigten Staaten mit Gruppen wie Novembers Doom, Thorr’s Hammer, Evoken und Ceremonium bis in die Mitte der 1990er Jahre eine Reihe Interpreten, die in Abgrenzung zu den niederländischen, britischen und skandinavischen Vertretern des Death Dooms eine eigenständige Schule prägten.
Die amerikanischen Vertreter konzentrierten sich besonders auf langsames Riffing, tiefes Growling und starke Verzerrungen. Das amerikanische Duo Dark Castle band Elemente des Psychedelic Rock in den Death Doom ein. Ähnlich agierte die italienische Band Assumption. Wohingegen Interpreten wie Coltsblood, Hipoxia, Paganus und Primitive Man Death Doom mit Elementen des Sludge und Grindcore kombinierten. In den 2000er Jahren vermengen Interpreten wie Abske Fides, Whelm und Oceanwake Death-Doom mit Elementen des Post-Metals.

## Inhalt
Während frühe Bands des Death Doom noch an den Themen des Death Metals orientierten und Texte aus den Bereichen Gore und Fantasy schrieben, etablierten Winter mit ihrem sozialkritischen Ansatz und der Beschreibung eines nuklearen Winters auch eine inhaltliche kritische Ausrichtung. Mittlerweile reichen die Texte von ökologischen, sozialkritischen und transzendentalen Themen über persönliches bis hin zu den von Beginn an vorhandenen Gore- und Fantasythemen.